# قائمة موانئ ليبيا
تتمتع ليبيا بموقع جغرافي مميز حيث أنها تقع على الساحل الجنوبي للبحر المتوسط بشاطئ طويل يزيد عن 1900 سم.
الجدول التالي يسرد قائمة بالموانئ البحرية الموجودة في ليبيا: 
| المدينة   | اسم الميناء                     |
| --------- | ------------------------------- |
| بنغازي    | ميناء بنغازي البحري             |
| طبرق      | ميناء طبرق التجاري              |
| طرابلس    | ميناء طرابلس البحري             |
| زوارة     | ميناء زوارة البحري              |
| سرت       | ميناء سرت البحري                |
| الزاوية   | مينار الزاوية النفطي            |
| الخمس     | ميناء الخمس البحري              |
| مصراتة    | ميناء مصراتة البحري             |
| رأس لانوف | ميناء رأس لانوف التجاري الصناعي |
| البريقة   | ميناء البريقة التجاري الصناعي   |